# Первая Житомирская гимназия
Волынская губернская гимназия — среднее учебное заведение Российской империи в Житомире.

## История

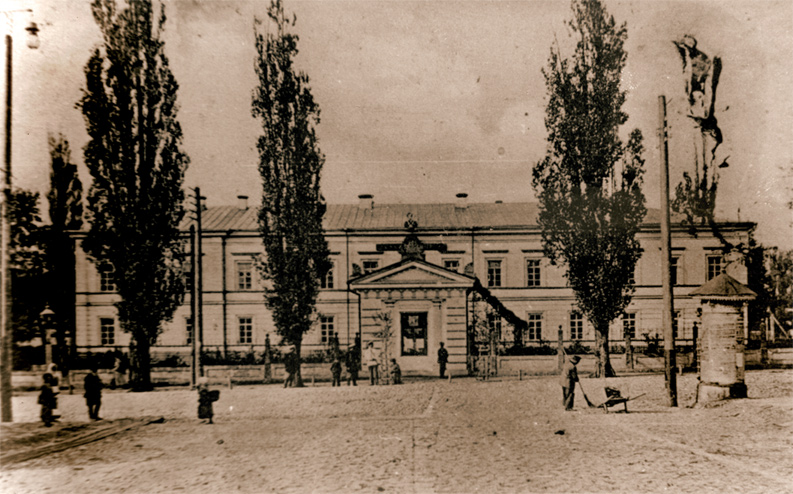
Старое здание гимназии в 1920-х гг.

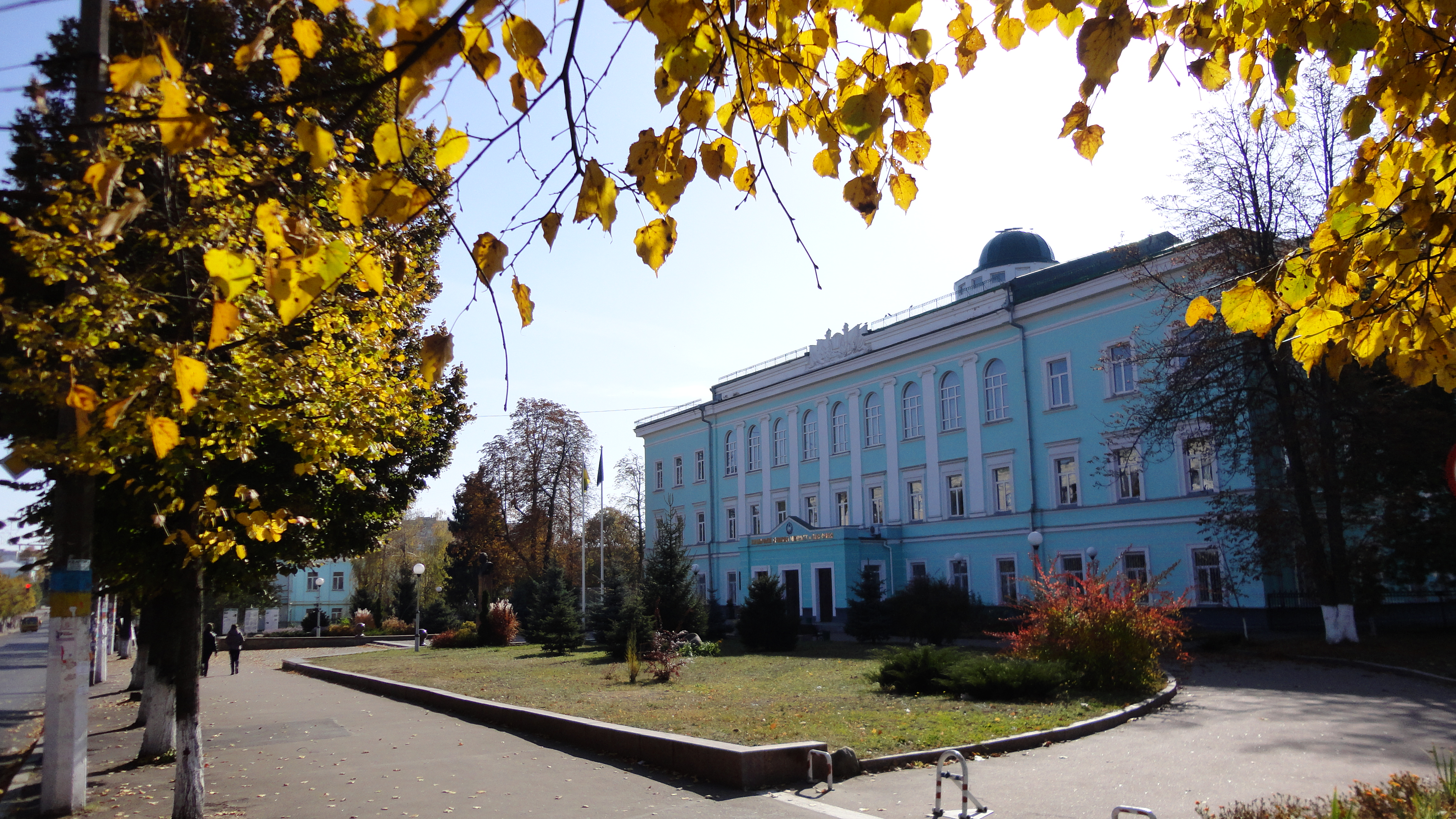
Новое здание (современный вид), ныне — Житомирский государственный университет

Главным организатором образования в Волынской губернии (одной из самых отсталых по образованию в России) был Тадеуш Чацкий (1765—1813), предложивший открыть гимназии в губернских городах — Житомире, Виннице и Киеве.
Гимназия в Житомире была открыта в 1833 году, частично на базе закрытого в 1831 году в связи с польскими событиями Кременецкого лицея (переведённого в Киев и послужившего базой для Киевского университета).
Одно из старейших средних учебных заведений Правобережной Украины. Житомир в это время был главным городом Волынской губернии, что определило название гимназии: Волынская губернская гимназия.
Первоначально она размещалась в доме В. Ганского на улице Малой Бердичевской. При открытии состояла из шести классов, из которых в последнем обучалось лишь 3 человека. Изучались такие предметы как: русская грамматика, словесность, география, польский, немецкий и французский языки, арифметика, геометрия, высшая математика, физика, история и статистика, чистописание, черчение и рисование. Особый акцент делался на изучении классических языков, поэтому ведущее место в расписании занимала латынь.

Среднее образование я получил в Житомирской восьмиклассной классической гимназии. Это было самое время, когда только что введен в России классицизм в гимназиях, и в этой провинциальной гимназии он был доведен до крайне преувеличенных размеров. На изучение греческого и латинского языка тратилось почти все время, а естественных наук совсем в программе не было. При изучении классических произведений совершенно не обращалось внимания на их содержание. И все внимание было сосредоточенное исключительно на грамматических формах. В старших классах заставляли переводить с греческого языка на латинский язык и наоборот— Павел Тутковский
Была открыта метеорологическая станция, где учащиеся под руководством учителя физики и математики вели наблюдение за температурой воздуха и земли на поверхности и различных глубинах, за влажностью воздуха, давлением атмосферы, осадками, снежным покровом, грозами, испарением воды. Результаты наблюдений направлялись в Петербург. Известный польский писатель Ю. И. Крашевский, который с 1853 года был попечителем гимназии, подарил ей значительную часть своей библиотеки.
Для учеников Житомирской мужской гимназии часто проводились экскурсии — старшеклассники посещали заводы, а ученики младших классов — окружные города и леса. Под руководством учителей ставились пьесы, в основном, Островского и Гоголя.
Показывающие успехи в учёбе освобождались от платы за обучение. При гимназии действовал родительский комитет, имевший совещательный голос в педагогическом совете гимназии. Члены родительского комитета имели право посещать занятия в любое время. В свою очередь родительский комитет приглашал на свои заседания по два гимназиста, чтобы познакомиться с нуждами и требованиями учеников.
В 1851 году здание гимназии было перестроено и в двухэтажном кирпичном здании гимназия размещалась до 1862 года, пока не была переведена в специально для неё построенное здание на Большой Бердичевской улице (ныне — главный корпус Житомирского государственного университета имени И. Франко). В здании размещалось до 17 классов (по 45—55 учеников в классах). Из учеников преобладали поляки — до 40 %, 10 % — евреи, остальные — украинцы и иногда русские.
Через некоторое время по бокам главного корпуса пристроили два дополнительных флигеля для библиотеки и преподавательских квартир. Перед главным входом в гимназию был обустроен палисадник с редкими видами деревьев и фонтаном в центре, а рядом большой сад. В 1871 году гимназия стала классической 8-классной.
В 1919 году гимназия была закрыта. В её помещении расположился перевязочный пункт 44-й стрелковой дивизии, в котором 18 августа 1919 умер командир Таращанской бригады 44-й дивизии В. Н. Боженко.
Комплекс полностью сохранился до наших дней, а учебный корпус гимназии был реконструирован в 1919 году для педагогического института. Он унаследовал от гимназии всю материальную базу, огромную библиотеку, метеорологическую станцию и большую часть преподавателей.
С 1983 года в старом здании гимназии расположился городской центр детского творчества и детская картинная галерея.

## Директора
- 1850-е: Китченко, Фёдор Андреевич
- 16.01.1865—1868: Ростовцев, Иван Яковлевич
- 14.12.1868—?: Сорокин, Иван Яковлевич
- 19.11.1881—?: Омелянский, Леонид Николаевич

Житомирской, затем 1-й Житомирской гимназии
- 23.01.1890—1899: Сидоров, Пётр Аполлонович
- 26.08.1899—1907: Антонюк, Юлиан Петрович
- 18.08.1907—1914: Чехлатов, Иван Онисифович
- 10.09.1914—?: Якимах, Алексей Михайлович

## Известные ученики
См. также: Выпускники Житомирской гимназии
1834 (1-й вып.)
- Михаил Тулов (золотая медаль)

1840
- Аполлон Корженевский

1845
- Зигмунт Сераковский (медаль)

1858
- Кость Михальчук

1859
- Лев Влодек

1864
- Александр Клоссовский

1877
- Павел Тутковский (серебряная медаль)

1898
- Моисей Зильберфарб

1903
- Иван Фещенко-Чоповский

Также учились: Владимир Короленко (1863—1866), Владимир Липский, Вячеслав Липинский, Карл Маевский, Владимир Высоцкий, Феофил Свирчевский.